# Podalyria canescens
Podalyria canescens är en ärtväxtart som beskrevs av Ernst Meyer. Podalyria canescens ingår i släktet Podalyria och familjen ärtväxter. Inga underarter finns listade i Catalogue of Life.